# Traje de baño

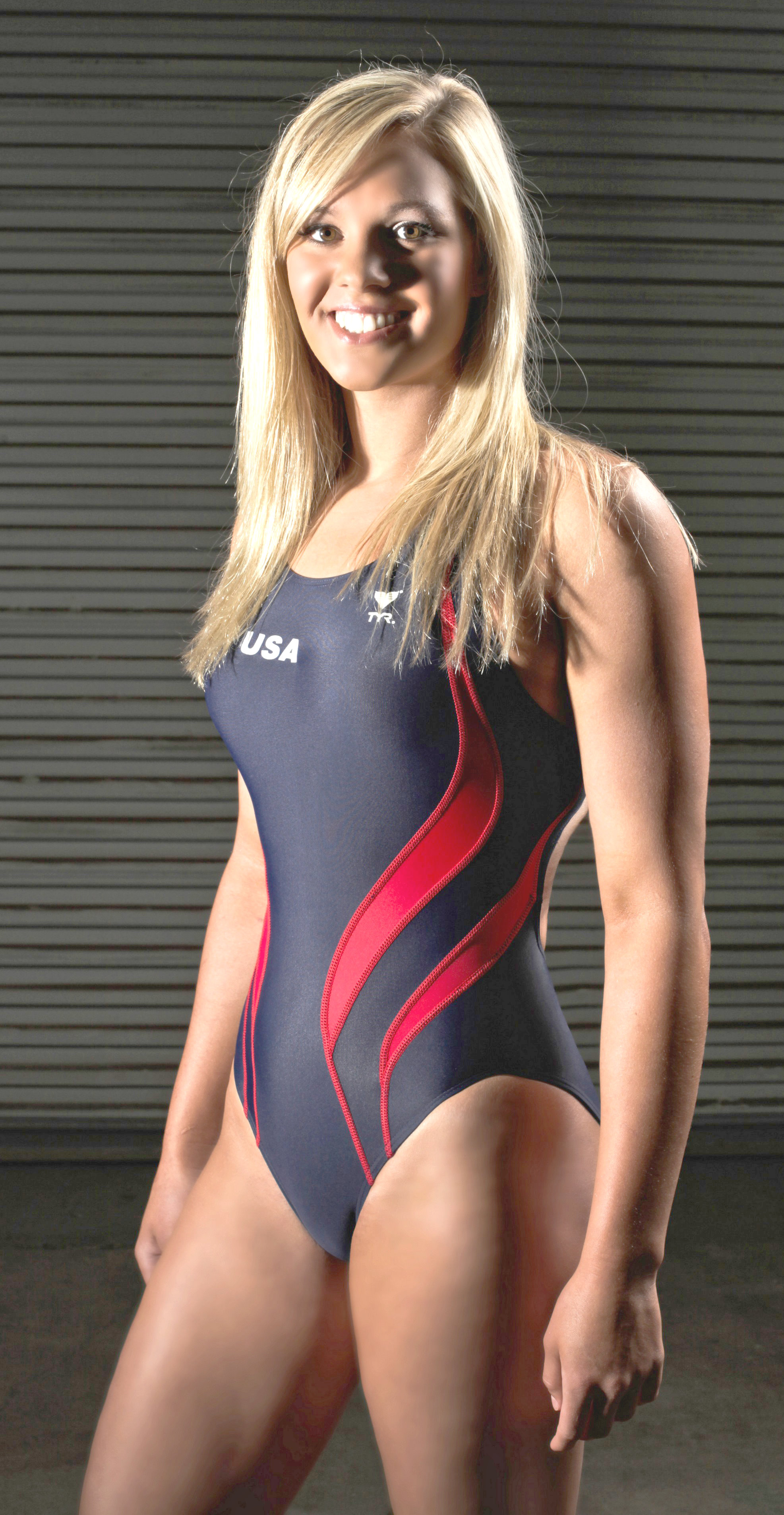
Chloe Sutton en traje de baño.

El traje de baño, también llamado bañador (en España),  vestido de baño (en Colombia y Panamá) y malla (en Argentina, Paraguay y Uruguay)  es una prenda de ropa que cubre completamente los genitales, utilizada por pudor o higiene para nadar, bañarse o tomar el sol en lugares públicos como playas, ríos o piscinas. A lo largo del tiempo ha sufrido una gran transformación, desde el vestido de baño de seis piezas del siglo XIX, pasando por los bikinis de los 60, hasta llegar a las prendas que hay hoy en día.
Existen varios modelos. En el caso de las mujeres, puede consistir en una pieza que cubre desde la ingle al pecho y suele dejar la mayor parte de la espalda al aire. Una variación del traje de baño tradicional es el bikini, que consta de dos piezas separadas y permite una exposición al sol de mayor superficie corporal.
Los trajes de baño para hombres suelen consistir en una sola prenda similar a un slip (la sunga) o una bermuda que únicamente cubre la ingle y parte de las piernas, dejando el vientre y la espalda totalmente descubiertos.
El uso del traje de baño es más común en la práctica de la natación que en las playas, donde está mucho más extendido el uso de prendas más reducidas, como el bikini. También existen trajes de baño que dejan pasar la luz ultravioleta del sol, para producir un moreno integral.
Una invención más moderna de traje de baño es el trikini, una prenda híbrida entre un traje de baño amplio y un bikini. Aunque se promociona en los medios de comunicación como una prenda de moda, no es muy habitual. Además, produce un moreno muy desigual, que es poco estético cuando se lleva un triquini con diseño diferente o un bikini. 
Los calzones de baño cuya parte posterior es muy estrecha y deja las nalgas al descubierto, se suelen denominar tangas o microbikinis, además existe el hilo dental o colaless.
En competición siempre se utiliza un traje de baño sin escote en el caso de las mujeres y tipo slip en los hombres debido a que ofrece una menor resistencia en el agua. Con el objetivo de ofrecer una resistencia aún menor, en los años 2000 se desarrolló un traje de baño de tejido especial que cubre también las piernas.
En natación de competición, a veces se ven trajes de baño que cubren las piernas y los brazos. En teoría son más hidrodinámicos que un slip o traje de baño, pero no todos los nadadores profesionales lo usan. En Brasil los hombres utilizan la zunga, traje de baño tipo slip, de llamativos colores.
No menos importante es destacar que también se suele usar en los desfiles de concursos de belleza.

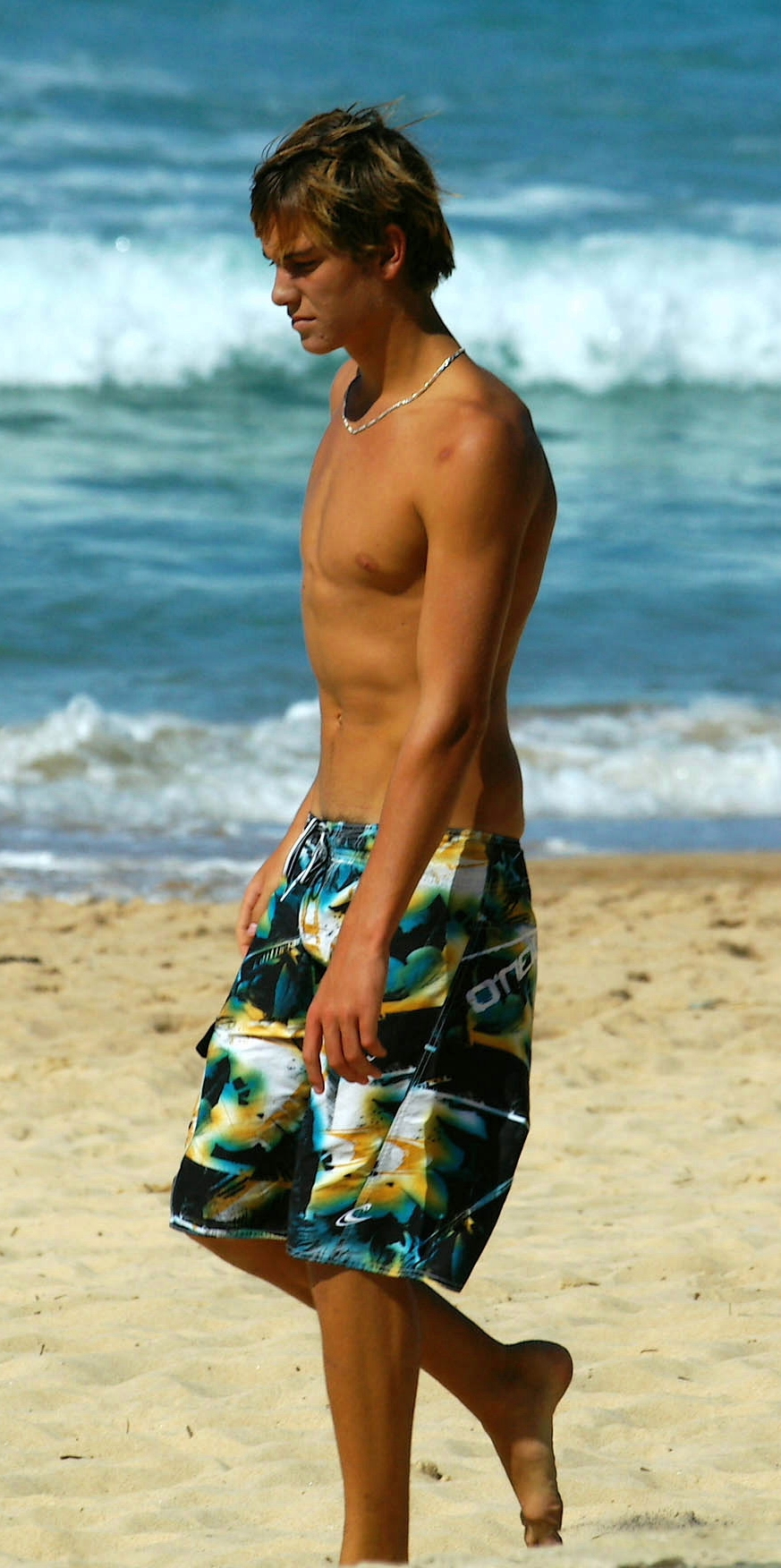
Hombre en traje de baño de una sola prenda, cuyo uso es común en las playas.

## Historia

### Antes delsigloXX

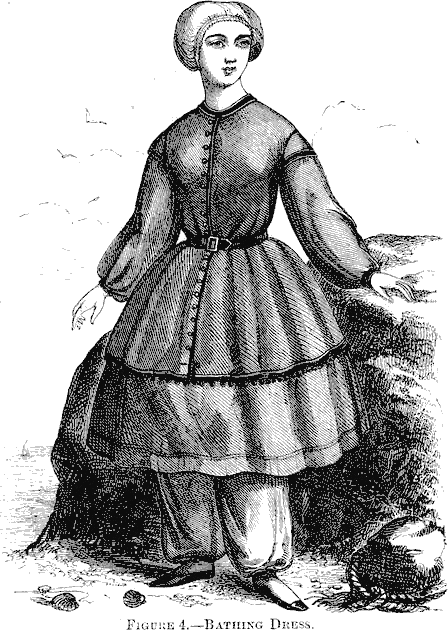
Bañador de mujer, 1858.

En la antigüedad clásica la natación y el baño se hacían desnudos. Hay murales romanos que muestran a mujeres practicando deportes y haciendo ejercicio con trajes de dos piezas que cubren las zonas alrededor de los pechos y las caderas de una manera muy similar al bikini actual. Sin embargo, no hay pruebas de que se utilizaran para nadar. Todas las imágenes clásicas de natación muestran a nadadoras desnudas.
En varias tradiciones culturales se nada, si no desnudo, con una versión en material adecuado de una prenda o ropa interior de uso común en tierra, por ejemplo, un taparrabos como el del hombre japonés fundoshi.
En el Reino Unido, hasta mediados del siglo XIX no existía ninguna ley que prohibiera nadar desnudo, y cada ciudad era libre de dictar sus propias leyes. Por ejemplo, el Bath Corporation official bathing dress code of 1737 prescribía, para los hombres:
Se ordena y decreta por esta Corporación que ningún varón mayor de diez años entre en ningún momento en adelante en ningún baño o baños dentro de esta ciudad de día o de noche sin un par de calzoncillos y un chaleco en su cuerpo.
En los ríos, lagos, arroyos y el mar, los hombres nadaban desnudos, práctica habitual. Los que no nadaban desnudos lo hacían en ropa interior. La práctica inglesa de que los hombres nadaran desnudos se prohibió en el Reino Unido en 1860. Los calzoncillos, o caleçons como se les llamaba, empezaron a utilizarse en la década de 1860. Incluso entonces hubo muchos que protestaron contra ellos y querían permanecer desnudos. Francis Kilvert describió los trajes de baño masculinos que empezaron a usarse en la década de 1870 como "un par de calzoncillos muy cortos a rayas rojas y blancas".

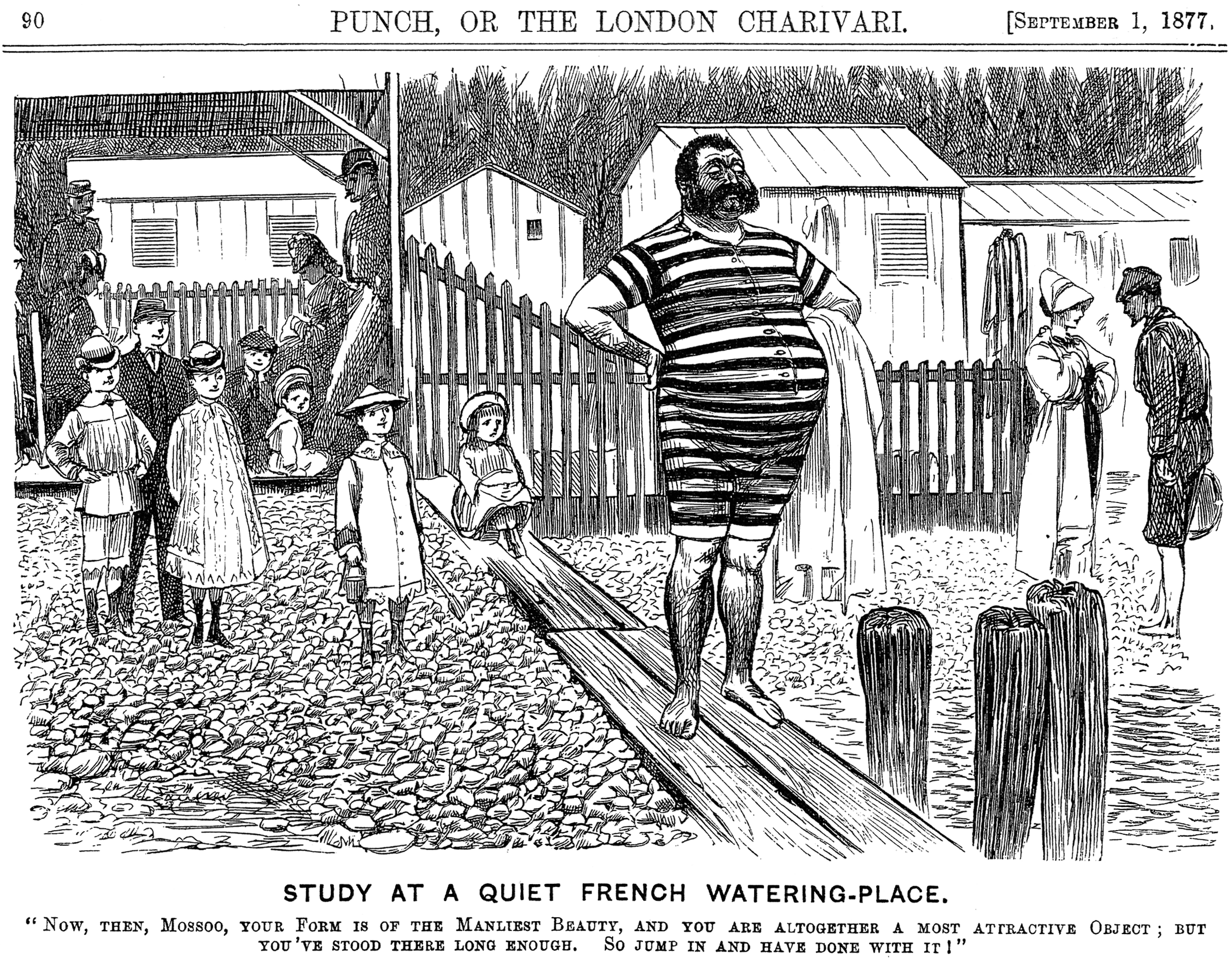
Viñeta de George du Maurier en la revista Punch, 1877, mostrando hombres y niños en trajes de baño.

Los trajes de baño femeninos derivan de los utilizados en Bath y otros balnearios. Al parecer, hasta la década de 1670, el baño desnudo femenino en los balnearios era la norma, y a partir de entonces las mujeres se bañaban vestidas. Celia Fiennes dio una descripción detallada del traje de baño estándar de las mujeres en 1687:
Las damas entran en el baño con prendas hechas de una fina lona amarilla, que es rígida y grande, con grandes mangas como la bata de un párroco; el agua la llena de tal manera que no se ve tu figura, no se ciñe como otras vestimentas, que se ven tristes en los más pobres que van con sus propias vestimentas. Los caballeros tienen calzoncillos y gabardinas del mismo tipo de lienzo, este es el mejor forro, porque el agua del baño cambiará cualquier otro amarillo.
El código de vestimenta oficial de baño de la Bath Corporation de 1737 prescribía, para las mujeres:
En lo sucesivo, ninguna mujer podrá entrar en los baños de la ciudad, tanto de día como de noche, sin una chemise decente sobre su cuerpo.
La Expedición de Humphry Clinker fue publicada en 1771 y su descripción del traje de baño de las damas es diferente a la de Celia Fiennes cien años antes:
Las damas llevan chaquetas y enaguas de lino marrón, con sombreros de chip, en los que fijan sus pañuelos para secarse el sudor de la cara; pero, en verdad, ya sea debido al vapor que las rodea, o al calor del agua, o a la naturaleza del vestido, o a todas estas causas juntas, tienen un aspecto tan sonrojado, y tan espantoso, que siempre vuelvo los ojos hacia otro lado.
Penelope Byrde señala que la descripción de Smollett puede no ser exacta, ya que describe un traje de dos piezas, y no la bata de una pieza que la mayoría de la gente describe y que aparece en los grabados contemporáneos. Sin embargo, su descripción coincide con la de Elizabeth Grant sobre el traje de la guía en Ramsgate en 1811. La única diferencia estriba en el tejido de los trajes. La franela, sin embargo, era un tejido común para los trajes de baño en el mar, ya que muchos creían que el tejido más cálido era necesario en aguas frías.
En el siglo XVIII, las mujeres llevaban "batas de baño" en el agua; se trataba de vestidos largos de tejidos que no se volvían transparentes al mojarse, con pesas cosidas en los dobladillos para que no se levantaran en el agua. Se desarrolló el traje de baño masculino, una prenda de lana bastante ceñida con mangas largas y piernas similares a la ropa interior larga, que cambiaría poco durante un siglo.
En el siglo XIX, era común el traje doble de mujer, que comprendía una bata desde los hombros hasta las rodillas más un conjunto de pantalones con perneras que llegaban hasta los tobillos.
En la época victoriana, los balnearios populares solían estar equipados con máquinas de baño diseñadas para evitar la exposición de las personas en traje de baño, especialmente ante personas del sexo opuesto.
En Estados Unidos, los concursos de bellezas de mujeres en bañador se hicieron populares a partir de la década de 1880. Sin embargo, estos eventos no se consideraban respetables. Los concursos de belleza se hicieron más respetables con el primer concurso moderno de "Miss América" celebrado en 1921, aunque se siguieron celebrando concursos de belleza menos respetables.

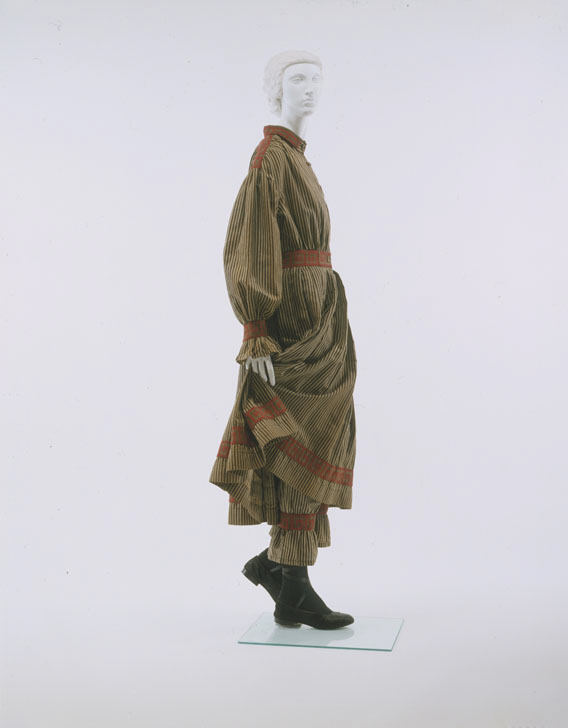
Vestido de baño 1858
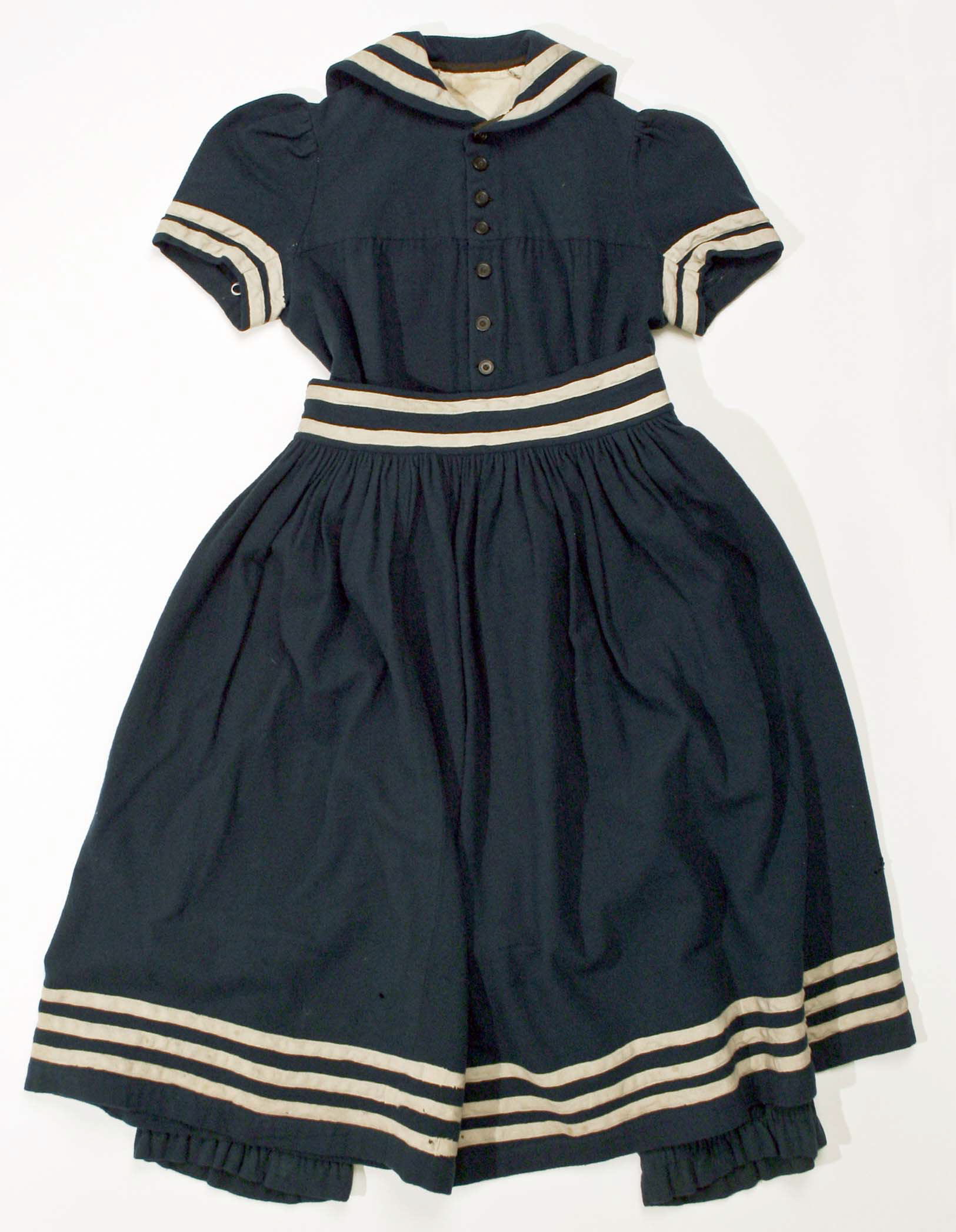
Traje de baño, c. 1885
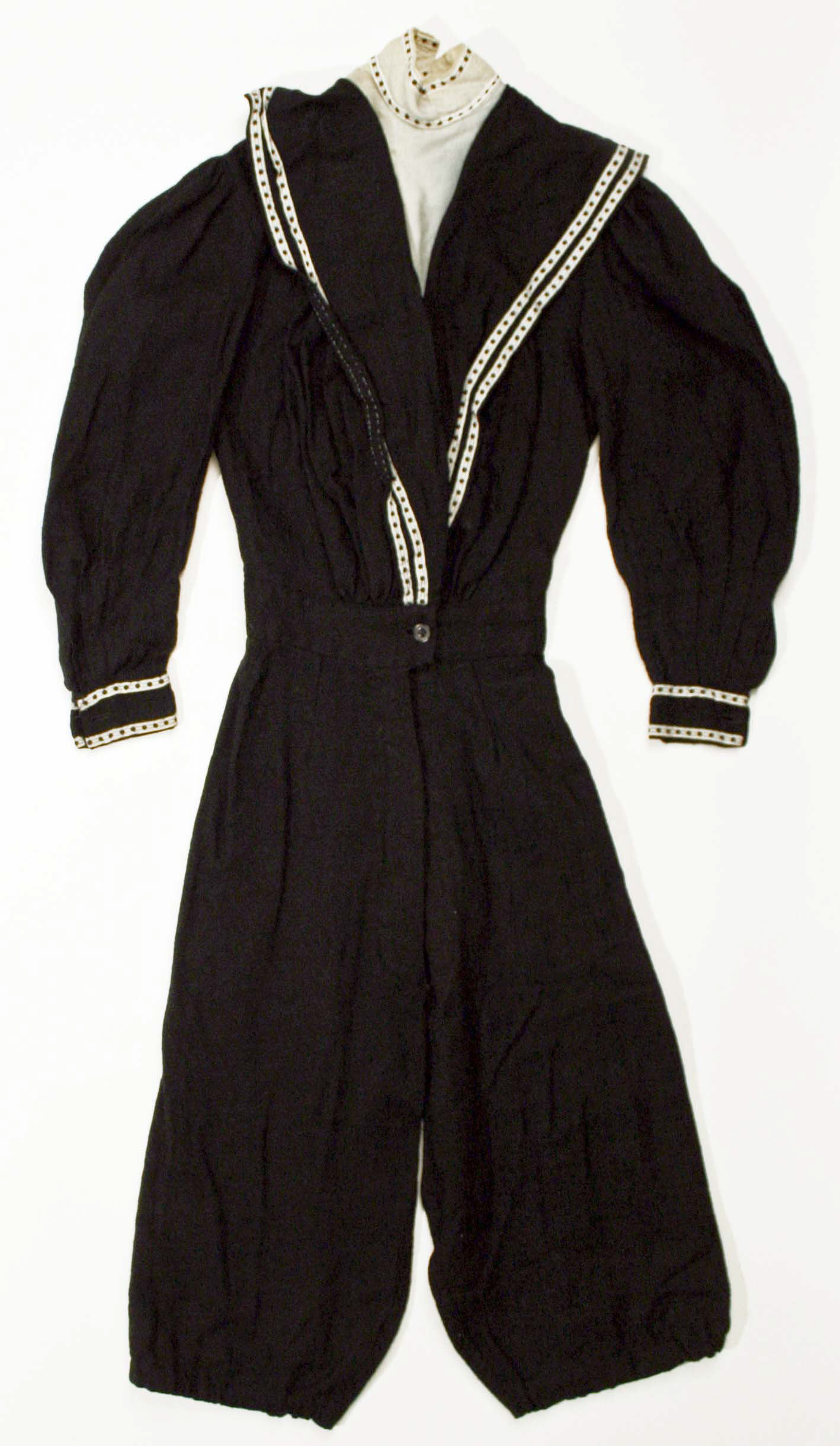
Traje de baño, 1890-1895

## Trajes de baño de competición

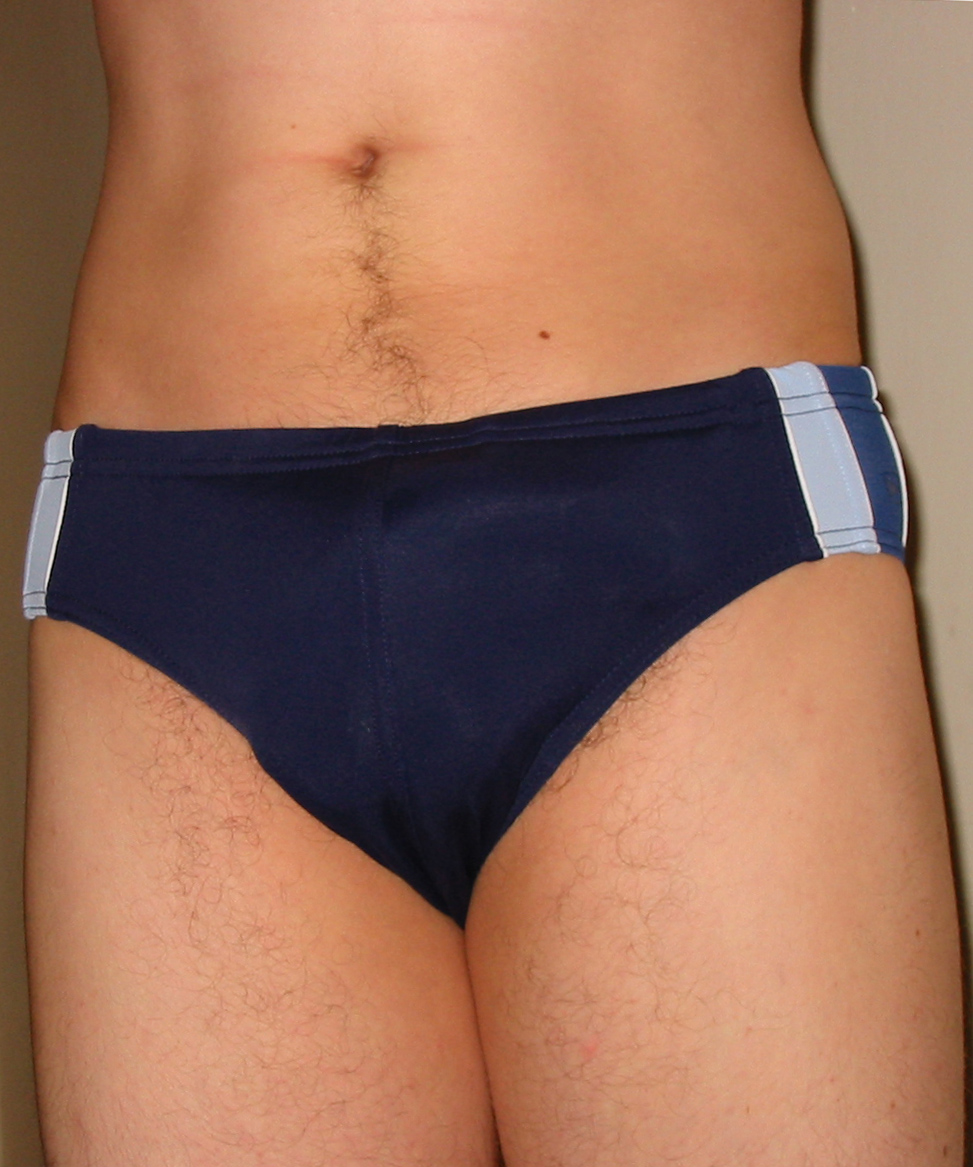
Un nadador mostrando un bañador, (Speedo)

Al principio el traje de baño de competición era de algodón y estaba compuesto por dos piezas (camiseta con tirantes y pantalón). Después se formaría de una sola pieza con tirantes, y algunas banderas bordadas. Más adelante aparecen los trajes de baño de lycra (slip). Pero los tejidos se hicieron más aerodinámicos y resistentes, hasta llegar a lo que hoy llamamos fast, que en sus inicios cubría todo el cuerpo.
Hoy en día, un nadador/a no puede competir con un traje de baño hecho con materiales de extremada flotabilidad (poliuretano), que le sobrepase el ombligo en el caso de los hombres, y que baje de las rodillas. Pero en 2007, Arena y Jacket crean un traje de baño hecho en su mayoría por poliuretano, que llegaba hasta los tobillos. Este traje de baño salió a la venta en 2008 en los juegos olímpicos de Pekín. Tuvo un gran éxito en estos juegos, ya que muchos nadadores batieron récords gracias a ellos. Pero con la nueva normativa del 1 de enero de 2010, tanto hombre como mujeres no podían competir con un traje de baño que fuera por debajo de las rodillas, ni que subiera del ombligo (en los hombres). Por lo tanto, los actuales traje de baño con lo que se puede competir, son: slip y traje de baño de media pierna en los hombres; y trajes de baño normales y fast hasta media pierna en las mujeres. Además, los de tipo fast se usan exclusivamente en natación competitiva. Para el resto de deportes acuáticos como el waterpolo, clavados y natación artística se usa siempre el traje de baño tradicional. En el caso de la natación artística por lo general viene bordado en pedrería para darle mayor vistosidad (salvo en las competiciones de figuras).

## Cobertura corporal
Los bañadores pueden ser ajustados al cuerpo o sueltos. A menudo están forrados con otra capa de tejido si el tejido exterior se vuelve transparente cuando se moja.
Los bañadores van desde diseños que cubren casi por completo el cuerpo hasta diseños que dejan al descubierto casi todo el cuerpo. La elección del traje de baño depende principalmente de la actividad del usuario, desde calzoncillos ajustados para los hombres que practican submarinismo de competición y waterpolo hasta boardshorts para los que practican surf; aunque, irónicamente, las submarinistas de competición suelen llevar trajes completos de una pieza, mientras que las surfistas de competición suelen llevar bikinis. Las consideraciones secundarias son las normas personales y comunitarias de modestia según el lugar y el entorno social, la cantidad de protección solar deseada y la moda predominante. Casi todos los bañadores cubren partes íntimas del cuerpo, incluidos los genitales y el vello púbico, mientras que la mayoría, excepto las tangas (también llamados brasileños) cubren gran parte o la totalidad de las nalgas.
La mayoría de los bañadores de la cultura occidental dejan al descubierto al menos la cabeza, los hombros, los brazos y la parte inferior de la pierna (por debajo de la rodilla). Los bañadores femeninos suelen cubrir al menos la areola y la mitad inferior de los senos.
Tanto los hombres como las mujeres pueden llevar a veces bañadores que cubren más parte del cuerpo cuando nadan en aguas frías (véase también traje de neopreno y traje seco). A temperaturas más frías, los bañadores son necesarios para conservar el calor corporal y proteger el núcleo del cuerpo de la hipotermia.

## Materiales
Antes de la década de 1930, los trajes de baño solían estar hechos de lana; sin embargo, dichos trajes no abrazaban el cuerpo y se volvían pesados con el agua.
El rayón comenzó a utilizarse en la década de 1920 en la fabricación de trajes de baño ajustados, pero su durabilidad, especialmente cuando está mojado, resultó problemática, el rayón también tenía la recuperación elástica más baja de cualquier fibra. con jersey y seda que también se utilizan a veces.
En la década de 1930, se empezaron a desarrollar y utilizar nuevos materiales en los trajes de baño, sobre todo látex y nailon, y los bañadores empezaron a ceñirse al cuerpo gradualmente, sobre todo los bañadores femeninos.
En la década de 1960, se empezó a utilizar spandex (Lycra) en los bañadores, normalmente combinado con nailon, para que se ajustaran bien al cuerpo. Sin embargo, el spandex no es especialmente resistente ni duradero, sobre todo en el agua clorada de piscinas y jacuzzis.[cita requerida]
El poliéster es cada vez más común como tejido duradero y ligero para trajes de baño, aunque no es tan elástico como el elastano.

### Materiales usados a principios delsigloXXI
- Elastano, spandex o lycra: inventado en 1959 por Joseph Shivers, en Virginia. Es un copolímero de poliuretano con la característica de expandirse hasta seis veces más de su tamaño original.
- Poliéster: categoría de resinas termoplásticas con gran repelencia al agua. Tienen múltiples aplicaciones además de su uso como producto textil.
- PBT: son unos tipos de poliéster termoplásticos de alta estabilidad dimensional. Repelen bien el agua.
- Nailon: es un polímero artificial, una fibra textil elástica y resistente.
- Poliamida: polímero de gran durabilidad existente en la naturaleza.

Debido a toda esta variedad de tejidos, unos más beneficiosos que otros, el reglamento de la FINA tuvo que cambiar. Solamente aquel traje de baño que tenga un sello de la FINA es apto para competir.
Algunas empresas han empezado a centrarse en materiales reciclados para sus trajes de baño. Están trabajando con empresas que transforman redes de pesca, residuos de nailon y plástico recuperado de orillas, vías fluviales y comunidades costeras en componentes textiles.

## Cronología del traje de baño

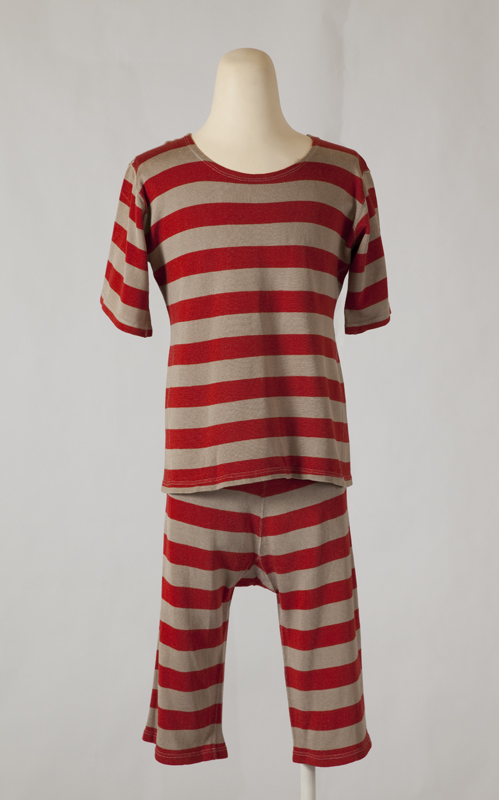
Traje de baño masculino de 1910 (MFFP).

- Finales del siglo XVIII: nace oficialmente la costumbre de bañarse en el mar, el rey Jorge III de Inglaterra fue quien más favoreció el baño en la playa como un acto social.
- 1822: el primer baño oficial de una mujer fue el que realizó la francesa duquesa de Berry, nuera de Carlos X, quien se sumergió totalmente vestida en la playa de Dieppe (Francia).
- 1860: nace el primer traje de baño; consistía en una camisola de manga corta, pantalón largo y medias, tanto para hombre como para mujer.
- 1914: desaparecen las medias de la vestimenta de playa, los hombres se bañaban en bodies con mangas y pantalones cortos, el traje de baño femenino también se había acortado hasta la rodilla.
- 1920: primer traje de baño femenino moderno. De una sola pieza pero aún de lana, tiene un escote más amplio, tirantes en lugar de mangas cortas y la parte inferior ya solo cubre mitad de los muslos. Esta prenda, mojada, pesaba más de 3 kilos.
- 1946: el ingeniero Louis Réard inventa el traje de baño dos piezas, más conocido como bikini. Pero no llega a ser habitual hasta 1960. Al momento de su lanzamiento generó una gran controversia a juzgar por la mentalidad moralista de la época.
- 1960: invención de la licra, gracias a este material llegan los primeros trajes de baño y bikinis elásticos.
- 1964: el estilista californiano Rudi Gernreich inventa el topless o monokini. En un principio era un traje de baño negro sostenido por dos tirantes que deja al descubierto los pechos de la mujer.
- 1974: nace en Brasil el tanga, inventado por el genovés Carlo Ficcardi. En su momento generó aún más controversia que el bikini mismo.
- Años 2000; nace en Australia el burkini, inventado por la australiano-libanesa Aheda Zanetti. Aparece el trikini.

## Trajes de baño reductores para mujer
Combinan la moda junto con unos ajustes para dar una apariencia de reducción de peso. Desde hace algún tiempo ha crecido su uso.[cita requerida]
Aunque no está claro cuándo se creó el primer traje de baño reductor se puede intuir que fue entre 1990 y 2010. Hoy en día existen diseños de este tipo muy evolucionados.

## Traje de baño e higiene
En los trajes de baño que permanecen mojados pueden proliferar gérmenes,  bacterias y moho. Los profesionales médicos advierten de que usar un traje de baño húmedo durante largos períodos de tiempo puede causar infecciones (bacterianas y fungosas) y erupciones cutáneas. Sugieren que el cambio del traje de baño mojado puede ayudar a prevenir infecciones vaginales y picazón en las mujeres y la tiña crural en los varones. Hoy en día los tejidos de los trajes de baños son de microfibra y se secan muy rápidos.